# ユナイテッド航空2885貨物便墜落事故
ユナイテッド航空2885便貨物機墜落事故（ユナイテッドこうくう2885びんかもつきついらくじこ）は、1983年1月11日にユナイテッド航空2885貨物便 (ダグラス DC-8型機) がミシガン州デトロイト空港を離陸直後に墜落した事故で、3名の操縦クルー全員が死亡した。NTSB（米国国家運輸安全委員会）は事故原因をパイロットエラーと結論した。

## 概要
事故機（ダグラスDC-8-54F、機体記号: N8053U、機齢14年）は2894便としてイリノイ州シカゴ・オヘア国際空港を1983年1月10日22時15分（中部標準時、CST）に離陸してオハイオ州クリーブランドに飛行。日付の変わった1月11日未明1時15分に 2885 便としてデトロイトに向けて離陸した。デトロイトには1時52分に到着し、荷物の積み下ろしと燃料の補給を行った後、2時51分に次の（最終）目的地カリフォルニア州ロサンゼルス国際空港に向けて離陸を開始した。離陸滑走の後、脚が滑走路を離れるまでは正常に見えたが直後に姿勢が機首上げ（ノーズアップ）過大となりエンジンのサージが発生、次第に右にロールし、ついには高度 1,000 フィートで 90度バンク状態となり失速、急速に高度を失い地上に激突、衝撃で爆発した。

## 原因
NTSB の調査によると、デトロイトでの貨物積み下ろし中にコックピット内で会話が行われたが、その際、機長が副操縦士 (First Officer, FO) に対してセカンドオフィサー (Second Officer, SO)と席を替わって離陸操作をやらせてあげないか（これはFAAの規則およびユナイテッド航空内規に反する）、と提案していたことが明らかとなった。副操縦士はこの提案を受け入れた。セカンドオフィサーは当初消極的だったが結局はこれを受け入れ、離陸タクシング中に席を替わった。
調査により判明したのは、このセカンドオフィサー (SO) は1979年6月に DC-8 の副操縦士になる訓練に入ったが、訓練官による能力評価が芳しくなく、2カ月後に訓練中止となっていた。1980年2月に再び副操縦士訓練（この時はボーイング 737）を開始したが、ここでも能力が不適切との評価が下された。訓練官は「訓練態度はこの上なく真面目で、とても一生懸命やっている。だが、副操縦士としての訓練を1年行ったが通常の進歩がみられない」とコメントした。その後の補講も受講したが結局不合格となり、最終的には、会社との間で「今後はパイロットへの昇進を諦め、在職期間中ずっと SO を続ける」旨合意する文書に署名した。
離陸（リフトアップ）直後に極端な機首上げ姿勢になった直接の原因は、スタビライザートリムが極端に上昇側に設定（ノーズアップ 7.5単位）されており、これを知らない SO が操縦桿をいつも通りに引いたことにあるが、このトリム設定は同じクルーによる直前のフライトでの着陸時に設定されたものだった。トリム設定は通常、着陸後にクルーによりリセットされるが、これを失念していた（当該 FO はこのリセットし忘れを時々起こすことが報告されていた）。また、席を替えたことによる混乱で離陸チェックリストの実行中にトリムの状態を確認する事ができなかった。この状態での夜間の離陸で、目視できる目標物もなく、経験の乏しい SO ではすぐに修正ができず迎角過大により吸入空気量が減少してエンジンをサージさせ（エンジンが火を噴いているのを地上から目撃されている）、さらにバンク過大状態としてしまった。機長が横から割り込んで修正できなかった明白な理由は不明だが、一つの可能性としてこの SO が操縦桿を強く握ったまま固まってしまい機長側からいくら力を加えても有効な修正操作ができなかったのではないかと推定されている。いずれにしても SO に離陸操作をさせるという機長の決定自体がこの事故の原因に至る大きな要素となった。
事故調査に際して、ユナイテッド航空の他のパイロット達も、回送便や貨物便において席を替わって SO に離陸や着陸を行わせていることを、匿名を条件として認めた。